# Cupa Anglo-Scoțiană
Cupa Anglo-Scoțiană a fost o competiție fotbalistică organizată între echipele din Anglia și Scoția pe durata verii.

## Lista finalelor
| Sezon   | Câștigător              | Finalist            | Scor general |
| ------- | ----------------------- | ------------------- | ------------ |
| 1970–71 | Wolverhampton Wanderers | Heart of Midlothian | 3–2          |
| 1971–72 | Derby County            | Airdrieonians       | 2–1          |
| 1972–73 | Ipswich Town            | Norwich City        | 4–2          |
| 1973–74 | Newcastle United        | Burnley             | 2–1          |
| 1974–75 | Newcastle United        | Southampton         | 3–1          |
| 1975–76 | Middlesbrough           | Fulham              | 1–0          |
| 1976–77 | Nottingham Forest       | Leyton Orient       | 5–1          |
| 1977–78 | Bristol City            | St. Mirren          | 3–2          |
| 1978–79 | Burnley                 | Oldham Athletic     | 4–1          |
| 1979–80 | St. Mirren              | Bristol City        | 5–1          |
| 1980–81 | Chesterfield            | Notts County        | 2–1          |